# Об'єктна модель документа
Об'єктна модель документа (англ. Document Object Model, DOM) — специфікація прикладного програмного інтерфейсу для роботи зі структурованими документами (як правило, документами XML). Визначається ця специфікація консорціумом W3C.
З точки зору об'єктноорієнтованого програмування, DOM визначає класи, методи та атрибути цих методів для аналізу структури документів та роботи із представленням документів у вигляді дерева. Все це призначено для того, аби надати можливість комп'ютерній програмі доступу та динамічної модифікації структури, змісту та оформлення документа.
Разом із поширенням та розвитком вебтехнологій і вебпереглядачів почали з'являтись різні, часто несумісні інтерфейси роботи із HTML документами в інтерпретаторах JavaScript, вбудованих у вебпереглядачі. Це спонукало World Wide Web Consortium (W3C) узгодити та визначити низку стандартів, які отримали назву W3C Document Object Model (W3C DOM). Специфікації W3C не залежать від платформи або мови програмування.
Через те, що структура документа представляється у вигляді дерева, повний зміст документа аналізується та зберігається в пам'яті комп'ютера. Тому, DOM підходить для застосувань в програмах, які вимагають багаторазовий доступ до елементів документа в довільному порядку. В разі, якщо треба лише послідовний або одноразовий доступ до елементів документа, рекомендується, для пришвидшення перероблення та зменшення обсягів необхідної пам'яті комп'ютера, використовувати послідовну модель роботи зі структурованими документами (SAX).

## Стандарти DOM

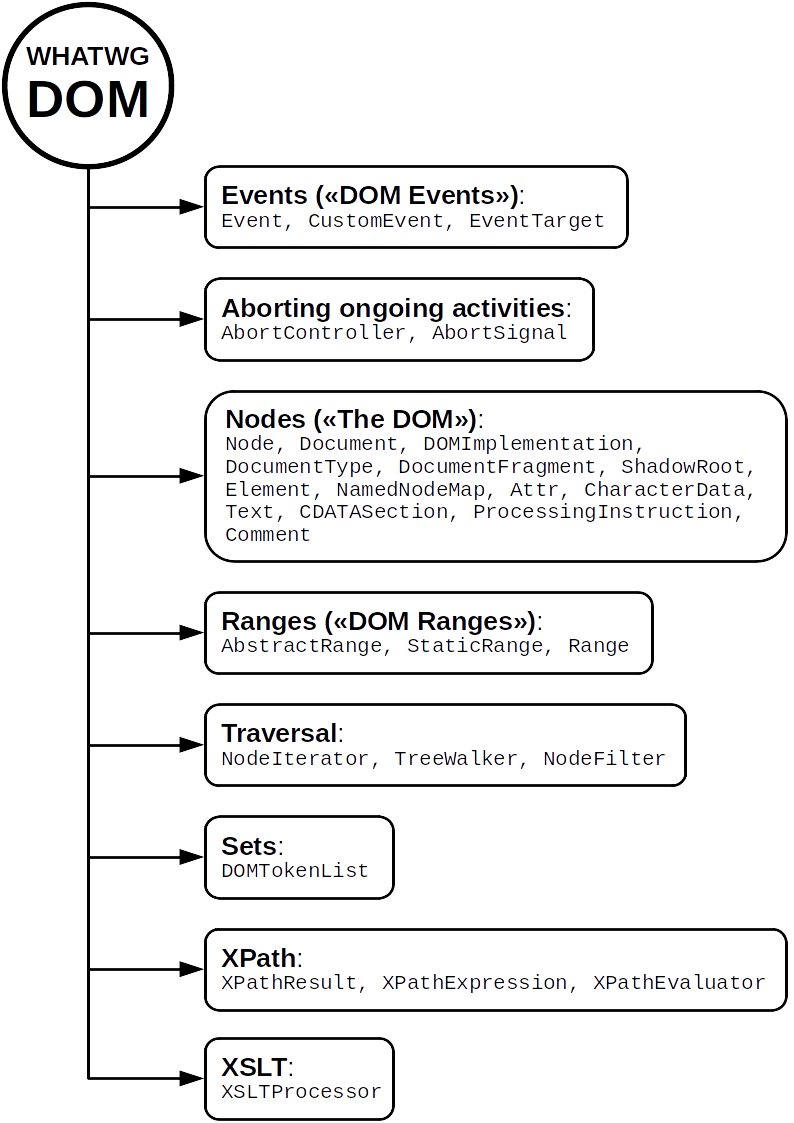
WHATWG DOM

Починаючи з 1998 року DOM визнається стандартом W3C. Відтоді, його було багаторазово розширено та вдосконалено. Існують кілька версій DOM, які отримали назву рівнів (англ. Level). Кожен рівень складається із декількох обов'язкових та необов'язкових модулів. Для того, щоб стверджувати про підтримку DOM певного рівня, програма має задовольняти всім вимогам стандарту DOM заявленого рівня, та всім вимогам нижчих рівнів. Також, реалізація інтерфейсу може підтримувати певні розширення, якщо вони не суперечать вимогам стандарту. У 2005 році, рівні 1 та 2 (Level 1, Level 2) та деякі модулі 3-го рівня (Level 3) було визнано як W3C Recommendation, що означає, що вони набули кінцевої форми.
Level 0Не було стандартизовано, став основою для появи DOM Level 1. Як приклад можна навести DHTML Object Model, або реалізацію DOM в вебпереглядачах Netscape ранніх версій.
Level 1Обхід структури (дерева) документа (HTML та XML), та модифікація змісту (включаючи додавання елементів). Також включаються специфічні елементи HTML.
Level 2Підтримка просторів імен XML, фільтрованих представлень та подій.
Level 3Складається із 6 різних специфікацій:
1. DOM Level 3 Core;
2. DOM Level 3 Load and Save;
3. DOM Level 3 XPath;
4. DOM Level 3 Views and Formatting;
5. DOM Level 3 Requirements;
6. DOM Level 3 Validation.

## Реалізація DOM у веббраузерах
Враховуючи суттєві чинні відмінності у реалізації DOM у веббраузерах, серед програмістів розповсюджена звичка перевіряти дієздатність тих чи інших можливостей DOM для кожного з браузерів, і тільки потім використовувати їх. Код нижче ілюструє можливість перевірки стандартів W3CDOM перед тим як запускати код, що залежить від результату перевірки.
```
if
 
(
document
.
getElementById
 
&&
 
document
.
getElementsByTagName
)
 
{

    
// якщо методи getElementById та getElementsByTagName

    
// існують, то можна з майже впевнено сподіватись на підтримку W3CDOM.

    
obj
 
=
 
document
.
getElementById
(
"navigation"
)

    
// далі йде інший код з використанням можливостей W3CDOM.

    
// .....

}

```

Ще один фрагмент коду JavaScript, що дозволяє перевірити заявлену підтримку різних доповнень DOM у відповідному браузері.
```
<
html
>

<
head
>

<
title
>
Test
 
DOM
 
Implementation
<
/title>

<
meta
 
http
-
equiv
=
"Content-Type"
 
content
=
"text/html; charset=windows-1251"
>

<
script
 
type
=
"text/javascript"
>

function
 
domImplementationTest
()
 
{

  
var
 
featureArray
 
=
 
[
'HTML'
,
 
'XML'
,
 
'Core'
,
 
'Views'
,

            
'StyleSheets'
,
 
'CSS'
,
 
'CSS2'
,
 
'Events'
,

            
'UIEvents'
,
 
'MouseEvents'
,
 
'HTMLEvents'
,

            
'MutationEvents'
,
 
'Range'
,
 
'Traversal'
];

  
var
 
versionArray
 
=
 
[
'1.0'
,
 
'2.0'
,
 
'3.0'
];

  
var
 
i
;

  
var
 
j
;

  
if
 
(
document
.
implementation
 
&&
 
document
.
implementation
.
hasFeature
){

    
document
.
write
(
'<table border="1" cellpadding="2" style="border-collapse:collapse;">'
);

    

    
// header of table 

    
document
.
write
(
'<tr>'
);

    
document
.
write
(
'<td>'
 
+
 
'Підтримка доповнення '
 
+
 
'</td>'
)

    
for
 
(
j
 
=
 
0
;
 
j
 
<
 
versionArray
.
length
;
 
j
++
)
 
{

      
document
.
write
(
'<td>'
+
 
'версія '
 
+
 
versionArray
[
j
]
 
+
 
'</td>'
);

    
}

    
document
.
write
(
'</tr>'
);

    

    
// content of table

    
for
 
(
i
 
=
 
0
;
 
i
 
<
 
featureArray
.
length
;
 
i
++
){

      
document
.
write
(
'<tr>'
);

      
document
.
write
(
'<td>'
 
+
 
featureArray
[
i
]
 
+
 
'</td>'
);

      
for
 
(
j
 
=
 
0
;
 
j
 
<
 
versionArray
.
length
;
 
j
++
)
 
{

        
var
 
res
 
=
 
document
.
implementation
.
hasFeature
(
featureArray
[
i
],
 
versionArray
[
j
]);

        
document
.
write
(
'<td style="background-color:'
 
+
 
(
res
 
?
 
'blue'
 
:
 
'red'
)
 
+
 
'; color:white;">'
+
 
res
 
+
 
'</td>'
);

      
}

      

      
document
.
write
(
'</tr>'
);

    
}

    

    
document
.
write
(
'</table>'
);

  
}

}

<
/script>

<
/head>

<
body
>

<
h1
>
Перевірка
 
доповнень
 
DOM
<
/h1>

<
script
 
type
=
"text/javascript"
>

  
domImplementationTest
();

<
/script>

<
/body>

<
/html>

```

## Модель документа

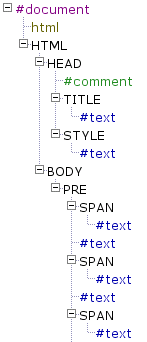
Приклад відображення фрагменту DOM дерева HTML документа в програмі DOM Inspector із Mozilla Suite

Після аналізу структурованого документа, будується його представлення у вигляді дерева. Дерево, в моделі DOM, складається із множини зв'язних вузлів (Node) різних типів. Як правило, розрізняють вузли наступних типів:
- Документ (Document) — корінь дерева, представляє цілий документ.
- Фрагмент документа (DocumentFragment) — вузол, який є коренем піддерева основного документа.
- Елемент (Element) — представляє окремий елемент HTML або XML документа.
- Атрибут (Attr) — представляє атрибут елемента.
- Текст (Text) — представляє текстові дані, які містяться в елементі або атрибуті.

Стандартом визначаються і деякі інші типи вузлів у моделі документа.
Вузли деяких типів можуть мати гілки, інші ж можуть бути лише листами дерева. Спеціальні методи об'єктів вузлів дають можливість обходу дерева.

## Специфікації
- Document Object Model (DOM) Level 1 Specification
- Level 2 Recommendations:
  - Document Object Model (DOM) Level 2 Core Specification
  - Document Object Model (DOM) Level 2 Views Specification
  - Document Object Model (DOM) Level 2 Events Specification
  - Document Object Model (DOM) Level 2 Style Specification
  - Document Object Model (DOM) Level 2 Traversal and Range Specification
  - Document Object Model (DOM) Level 2 HTML Specification
- Level 3 Recommendations:
  - Document Object Model (DOM) Level 3 Core Specification
  - Document Object Model (DOM) Level 3 Load and Save Specification
  - Document Object Model (DOM) Level 3 Validation Specification
- Level 3 Working Group Notes:
  - Document Object Model (DOM) Level 3 XPath Specification
  - Document Object Model (DOM) Level 3 Views and Formatting Specification
  - Document Object Model (DOM) Requirements